# Celso Golmayo de la Torriente
Celso Golmayo de la Torriente, o Celsito, fou un jugador d'escacs hispano-cubà i militar espanyol nascut a l'Havana, Cuba, el 22 de gener de 1879, i mort a Sevilla, el 1924.
Era fill de Celso Golmayo Zúpide, i germà de Manuel Golmayo, ambdós també destacats jugadors d'escacs.
Celsito Golmayo va guanyar, amb només disset anys, el campionat de Cuba de 1897 a l'Havana, en guanyar el Mestre Andrés Clemente Vázquez. En aquell torneig, Enrique Ostalaza fou tercer; Juan Corzo, quart; i el seu germà, Manuel Golmayo, cinquè. Aquella victòria fou poc comuna, atès que al segle xix era molt sorprenent que una persona tan jove guanyés un campionat nacional.
Els darrers anys de la seva vida els va passar a Espanya, on va disputar, el juny de 1918 un matx amb el campió aragonès José Juncosa Molins.
Va ser subcampió estatal espanyol el 1921 a Madrid (el campió fou el seu germà Manuel Golmayo).

## Partida destacada
Cels(it)o Golmayo – Yovanoff, Barcelona, 1918, Atac Max Lange
1 e4 e5 2 Cf3 Cc6 3 d4 exd4 4 Ac4 Cf6 5 O-O Ac5 6 e5 d5 7 exf6 dxc4 8 Te1+ Ae6 9 Cg5 Dd5 10 Cc3 Df5 11 g4 Dxf6 12 Cd5 Dd8 13 Txe6+ fxe6 14 Cxe6 Dd6 15 Af4 Ce5 16 Cdxc7+ Rd7 17 De2 Tae8 18 Cxe8 Txe8 19 Cxg7 d3 20 Cxe8 dxe2 21 Cxd6 Cf3+ 22 Rg2 e1(Q) 23 Txe1 Cxe1+ 24 Rf1 Cf3 25 Cxc4 (1-0).